# John D'Aquino
John D'Aquino est un acteur et scénariste américain, né le 14 avril 1958 à Brooklyn, New York (États-Unis).

## Biographie
Il est connu pour avoir tenu le rôle de Richard Martinez le président des États-Unis dans Cory est dans la place.

## Filmographie

### Cinéma
- 1987 : Sens unique (No Way Out) : Lt. John Chadway
- 1988 : Slipping Into Darkness : Fritz
- 1989 : Pumpkinhead : Le Démon d'Halloween (Pumpkinhead) : Joel
- 1999 : Cowboys and Angels : Louis
- 2002 : It's All About You : John
- 2005 : Junior Pilot : Sénateur Claghorn
- 2009 : The Telling : Victor
- 2010 : The Job : Don Lucca

### Télévision
- 1985 : Wildside (série télévisée) : Varges De La Cosa
- 1985 : Histoires fantastiques (Amazing Stories) (série télévisée) : Large Man
- 1986 : Heart of the Ciy (série télévisée) : Solano
- 1987 : Magnum (série télévisée) : Nick Patrelli
- 1987 : Sois prof et tais-toi! (Head of the Class) (série télévisée) : Lance
- 1987 : 21 Jump Street (série télévisée) : Vinnie Morgan
- 1988 : Les Douze Salopards (Dirty Dozen: The Series) (série télévisée) : Jean Lebec
- 1988 : Police Story: The Watch Commander (TV) : Lt. Carl Corelli'
- 1989 et 1992 : Matlock (série télévisée) : Jim Roper / Dwayne Meeks
- 1989 - 1992 - 1993 : Code Quantum (Quantum Leap) (série télévisée) - 3 épisodes : Frank LaMotta / Tonchi
- 1990 - 1991 : Shades of LA (série télévisée) : Det. Michael Burton
- 1991 : Enquêtes à Palm Springs (P.S.I. Luv U) (série télévisée) : Mo Hornsby jeune
- 1992 : Tequila et Bonetti (série télévisée) : Chad Rydell
- 1992 : Le bar de l'angoisse (Nightmare Cafe) (série télévisée) : Al
- 1992 : Stompin' at the Savoy (TV) : Bill
- 1992, 1995 - 1996 : Arabesque (Murder She Wrote) (série télévisée) : Sgt. Tom Jarrow / Peter Carmody / Wylie Trey
- 1993 : La Voix du silence (Reasonable Doubts) (série télévisée) : Grandalski
- 1993 - 1995 : SeaQuest, police des mers (série télévisée) : Benjamin Krieg
- 1994 : M.A.N.T.I.S. (série télévisée) : Agent Raymon Geary
- 1995 : Alerte à Malibu (Baywatch) (série télévisée) : Jack Klein
- 1995 : Le rebelle (Renegade) (série télévisée) : Tony Spano
- 1996 : Seinfeld (série télévisée) : Tony Gack
- 1996 : 3ème planète après le soleil (3rd Rock From the Sun) (série télévisée) : Kevin Randall
- 1996 : Loïs & Clark (série télévisée) : Conner Schank jeune
- 1996 : Prenez garde à la baby-sitter! (The Babysitter's Seduction) (téléfilm) : Paul Richards
- 1997 : Crisis Center (série télévisée) : Assistant John Romano
- 1997 : Xena, la guerrière (Xena: Warrior Princess) (série télévisée) : Ulysse
- 1997 : Pensacola (Pensacola: Wings of Gold) (série télévisée) : Voight
- 1997 : Carol (en) (Alright Already) (série télévisée) : Ned
- 1997 : Les Dessous de Palm Beach (Silk Stalkings) (série télévisée) : Tony DeFalco
- 1998 : Sliders (série télévisée) : Randall Simmons
- 1998 : Le Flic de Shanghaï (Martail Law) (série télévisée) : George Young
- 1998 : Hard Time (téléfilm) : Ray Hertz
- 1999 : Melrose Place (série télévisée) : Perry Hutchins
- 1999 : V.I.P. (série télévisée) : Eric Collier
- 2000 - 2005 : JAG (série télévisée) : Stuart Dunston
- 2001 : Bush, président (That's My Bush) (série télévisée) : Larry O'Shea
- 2003 : Oliver Beene (série télévisée) : Bernard Vogel
- 2003 : Division d'élite (The Division) (série télévisée) : Dr James Turner
- 2004 : Preuve à l'appui (Crossing Jordan) (série télévisée) : Harold Fallon
- 2007 : Eyes (série télévisée) : Ed Kearney
- 2007 : Hannah Montana (série télévisée) : Président Richard Martinez
- 2007 : Shark (série télévisée) : Ty Bennings
- 2007 - 2008 : Cory est dans la place (Cory in the House) (série télévisée) : Le Président Richard Martinez
- 2008 : Monk (série télévisée) : McKiernan
- 2009 : Serving Time (téléfilm) : Paparazzi
- 2009 : Les Experts (CSI: Crime Scene Investigation) (série télévisée) : Gavin Fenish
- 2010 : Cold Case (série télévisée) : Kenneth Hoag '09/'10